# Ciszterci kolostor (Pásztó)
Pásztó belterületén emelkedik a barokk formájú kolostorépület, s mellette, szépen parkosított környezetben látszanak a középkori kolostor templomának és a kolostor egy részének alapfalai.

## A kolostor története
A bencés apátságot valószínűleg a Rátót nembeliek alapították 1134 előtt, Szent Miklós tiszteletére. 1191-ben III. Béla király ciszterci szerzeteseket telepített a kolostorba.
1544 előtt szűnt meg a szerzetesi élet Pásztón, ugyanis a török fenyegetés miatt a kolostort erődítménnyé alakították át. 1551-ben a visszavonuló keresztény csapatok fölgyújtották. Ez után másfél évszázadig romként állt a templom és a kolostor.

### A templom építészete
Temploma eredetileg háromhajós, egyenes záróságú főszentéllyel és félköríves mellékszentélyekkel épült. Hossza 38,4 m, szélessége 21,8 m. 1230 körül leégett, ezt követően sokszögzáródású főszentély épült hozzá (hossza 45,6 m-re nőtt). A nyugati homlokzaton két bejárata volt, a hajók boltozatát öt-öt pillér tartotta. A templomhoz délről U alakú kolostor kapcsolódott, vagyis a négyszögű kolostorépület soha nem épült ki teljesen.
A középkori templom és kolostor alapfalai mellett téglalap alaprajzú, emeletes épület magasodik. Középkori alapokon, középkori falak fölhasználásával emelték a kolostor keleti szárnya helyén, a szerzetesek visszatelepülése (1698) után (1715-1717). Földszintje boltozatos, emelete síkmennyezetes.

## A kolostor napjainkban
A romok és a kolostorépület helyreállítására 1987-1989-ben került sor. A volt kolostorépületben helyezték el a Pásztói Múzeumot.